# Конюшки (ґміна)
Ґміна Конюшкі — сільська гміна в Рогатинському повіті Станіславського воєводства Другої Речі Посполитої та у Крайсгауптманшафті Бережани Дистрикту Галичина Третього Райху. Адміністративним центром гміни було село Конюшкі.
Об'єднану сільську ґміну Конюшкі (рівнозначну волості) було утворено 1 серпня 1934 р. у межах адміністративної реформи в II Речі Посполитій із суміжних тогочасних сільських ґмін (самоврядних громад): Бабухув (Бабухів) (за винятком частини, віднесеної до ґміни Кнігиніче), Конюшкі, Куніче (Куничі), Лучиньце (Лучинці), Насташчин, Обельніца, Чагрув (Чагрів) (частина), Юнашкув (Юнашків), Явче (частина). 
Площа ґміни — 99 км². Кількість житлових будинків — 1827. Кількість мешканців — 10130 осіб.
Національний склад населення ґміни Рогатин на 1 січня 1939 року:
| село     | населення | українці-грекокатолики | українці-латинники | євреї | німці  | поляки |
| -------- | --------- | ---------------------- | ------------------ | ----- | ------ | ------ |
| Бабухів  | 1450      | 1400                   | 30                 | 15    |        | 5      |
| Юнашків  | 1480      | 1465                   |                    | 10    |        | 5      |
| Конюшки  | 2150      | 1990                   | 100                | 30    |        | 30     |
| Куничі   | 370       | 365                    | 5                  |       |        |        |
| Лучинці  | 1660      | 1580                   | 20                 | 10    |        | 50     |
| Настащин | 1200      | 1150                   | 15                 | 20    |        | 15     |
| Обелничі | 650       | 640                    |                    | 5     | 5      |        |
| Загалом  | 8960      | 8590                   | 170                | 90    | 5      | 105    |
| Відсотки | 100 %     | 95,87 %                | 1,9 %              | 1 %   | 0,06 % | 1,17 % |

17 січня 1940 р. ґміна була ліквідована, а територія увійшла до новоствореного Бурштинського району.  
Гміна (волость) була відновлена на час німецької окупації з липня 1941 до липня 1944 року.
На 1 березня 1943 року населення ґміни становило 8082 особи.